# Petǎr Moskov
Petǎr Stefanov Moskov (en bulgare : Петър Стефанов Москов), né le 17 décembre 1970 à Sofia, est un homme politique bulgare membre des Démocrates pour une Bulgarie forte (DSB). Il est ministre de la Santé entre 2014 et 2017.

## Biographie

### Formation et vie professionnelle
Petar Moskov est diplômé en médecine de l'Université de médecine de Sofia, avec spécialisation en anesthésiologie et soins intensifs. 
Il travaille comme assistant principal à l'UMBAL Sainte-Anne, à la clinique d'anesthésiologie et de soins intensifs.

### Parcours politique
Il est désigné en 2013 vice-président des Démocrates pour une Bulgarie forte, parti fondateur de la coalition du Bloc réformateur (RB). Le 7 novembre 2014, il est nommé ministre de la Santé dans le gouvernement de coalition centriste du Premier ministre conservateur Boïko Borissov.